# Dongfeng Fengon ix5
La Dongfeng Fengon ix5 è una SUV di dimensioni medio-compatte prodotta dal 2018 dalla casa automobilistica cinese DFSK Motor (joint venture tra la Dongfeng Motor Corporation e la Sokon). Sui mercati d’esportazione viene venduta come DFSK Glory ix5 e in Europa come DFSK F5.

## Storia
Presentato al salone di Pechino nell'aprile 2018 la Fengon ix5 è un SUV stile coupé cinque porte che inaugura la nuova gamma di veicoli del costruttore.
La meccanica della ix5 è parzialmente derivata da quella del SUV compatto Glory 580, con un classico schema a trazione anteriore e motore anteriore-trasversale ma con carreggiate allargate. Le sospensioni anteriori sono a ruote indipendenti con schema MacPherson e barra stabilizzatrice mentre al retrotreno adotta uno schema a ruote indipendenti multilink con barra stabilizzatrice. 
Esteticamente la vettura presenta un nuovo design con un profilo della carrozzeria stile coupé-suv con padiglione discendente verso il posteriore e un abitacolo a cinque posti con strumentazione completamente digitale e doppio schermo touchscreen da 10,25 pollici per impianto multimediale e climatizzatore. Il sistema multimediale porta al debutto la nuova piattaforma Baidu Apollo con riconoscimento facciale e delle impronte digitali oltre a connessione internet e tutti inservizi infotelematici. Il baule possiede un volume minimo pari a 525 litri. 
L'interno presenta una strumentazione completamente difitale abbinata al sistema multimediale touchscreen da 12,5 pollici e ai comandi del clima anch'essi touchscreen con display da 12,5 pollici. L'abitacolo è a sette posti con la terza fila ripiegabile nel pianale.

## Meccanica
Di serie tutti i modelli possiedono sei airbag, ABS ed EBD, controllo di stabilità e di trazione, frenata automatica d’emergenza, mantenimento corsia attivo, e rilevatore di stanchezza e veicoli in fase di sorpasso. I modelli top di gamma possiedono fino ad otto airbag, telecamera a 360 gradi. 
La gamma motori è composta da un quattro cilindri benzina 1.5 Turbo 16 valvole iniezione multipoint di origine Mitsubishi erogante 150 cavalli e 220 Nm di coppia massima a 2000 giri/min abbinato a un cambio CVT prodotto da Punch Powertrain. Accanto al 150 cavalli è disponibile anche una versione a iniezione diretta erogante 177 cavalli e 270 Nm di coppia a 1500 giri/min. Entrambe sono omologate Euro 5. In Cina è disponibile anche il motore base 1.8 aspirato quattro cilindri a iniezione multipoint erogante 139 cavalli con cambio manuale a 6 rapporti. Nel 2020 viene introdotto il motore 2.0 turbo a iniezione diretta erogante 204 cavalli e 355 Nm di coppia a 4.000 giri/min abbinato ad un cambio automatico a 6 rapporti Aisin.